# レイ・ウエスト
ジョージ・"レイ"・ウエスト（George "Ray" West, 1925年11月29日 - 2016年2月17日）は、アメリカ合衆国の音響技術者である。

## 来歴
生涯で60本以上の映画にクレジットされており、『スター・ウォーズ』（1977年）によりアカデミー賞音響賞を獲得した。
またテレビでも活躍しており、エミー賞の音響賞には13度ノミネートされて『大空への挑戦/ライト兄弟』（1978年）と『Unnatural Causes』（1986年）で受賞を果たしている。
2016年2月17日に90歳で亡くなる。